# Mankwa
Mankwa ou Mankoua est un village de la Région du Littoral au Cameroun, situé dans la commune de Melong.

## Population et développement
En 1967, la population de Mankwa était de 1032 habitants, essentiellement des Mbo. Lors du recensement de 2020, elle était de 30256 habitants.

## Personnalités et élite de Mankwa
Mankwa compte quelques personnalités administratives ainsi que des leaders dans plusieurs domaines.
Selon les sondages de la population les plus en vue sont entre autres: 
- Sa Majesté Grégoire Nsoh : chef du village
- Sa Majesté David Mbebi: notable et  représentant du chef du village à Douala 
- Simon Pierre Ebombe: capitaine de l'armée
- Noël René Ebouelle : Administrateur et président du CODEM